# Peria Jerry
Peria Edward Jerry (* 23. August 1984 in Memphis, Tennessee) ist ein ehemaliger US-amerikanischer American-Football-Spieler. Er spielte seine gesamte Karriere bei den Atlanta Falcons in der National Football League (NFL) auf der Position des Defensive Tackles.

## Frühe Jahre
Jerry ging auf die High School in Batesville, Mississippi. Später ging er auf die University of Mississippi.

## NFL
Jerry wurde im NFL Draft 2009 in der ersten Runde an 24. Stelle von den Atlanta Falcons ausgewählt. Somit war er auf seiner Position der zweite Draftpick, hinter B. J. Raji, den die Green Bay Packers an 9. Stelle auswählten.
Jerry erhielt am 30. Juli 2009 einen Fünf-Jahres-Vertrag bei den Falcons. Auf Grund einer Knieverletzung konnte er in seiner ersten Saison nur zwei Spiele absolvieren. Eine Saison später konnte er alle Spiele bestreiten, verlor jedoch seinen Stammplatz an den neu verpflichteten Rookie Corey Peters.
Am 31. Juli 2014 gab er seinen Rücktritt aus der NFL bekannt.